# Nørrebro

Nørrebro

Nørrebro  è un quartiere di Copenaghen, una delle tre "zone dei ponti" assieme a Vesterbro e Østerbro. Percorso dalla strada Nørrebrogade, è situato a nordovest dei laghi della città. È noto per la sua atmosfera multiculturale e multietnica e ha la fama di essere un quartiere piacevole e alla moda, pieno di locali di intrattenimento e di ristoranti.
Il cimitero del quartiere, chiamato  Assistens Kirkegård, ospita tra le altre le tombe di personaggi famosi, quali Søren Kierkegaard, Hans Christian Andersen, Martin Andersen Nexø, Hans Christian Ørsted, Niels Bohr, Ben Webster ecc.